# Wielka Bahama
Wielka Bahama (Grand Bahama) – wyspa należąca do archipelagu wysp Bahama, położona w jego północnej części. 
Wyspa leży około 90 km na wschód od wybrzeża Florydy. Wielka Bahama jest czwartą pod względem wielkości wyspą archipelagu. Długość wyspy z zachodu na wschód wynosi około 154 km, natomiast z północy na południe wynosi około 27 km.